# بنزنيدازول
بنزنيدازول هو دواء مضاد للطفيليات يستخدم في علاج داء شاغاس (داء طفيلي معد ويحصل منه حمى غير منتظمه وخفقان وعقد لمفاوية وعطب في القلب)  هذا هو العلاج الخط الأول نظرا لآثاره الجانبية المعتدلة مقارنة مع نيفورتيموكس. تؤخذ عن طريق الفم.

## الأثار الجانبية
الآثار الجانبية شائعة إلى حد ما.  وتشمل الطفح الجلدي، وخدر، والحمى، وآلام العضلات، وفقدان الشهية، وصعوبة النوم. وتشمل الآثار الجانبية النادرة تثبيط نخاع العظام التي يمكن أن تؤدي إلى انخفاض مستويات خلايا الدم. لا ينصح أثناء الحمل أو للأشخاص الذين يعانون من أمراض الكبد أو الكلى الحاد.
بنزنيدازول في عائلة نيترويميدازول من الأدوية ويعمل عن طريق إنتاج الجذور الحرة الآثار الجانبية تميل إلى أن تكون شائعة وتحدث بشكل متكرر مع زيادة العمر. ردود الفعل السلبية الأكثر شيوعا المرتبطة بنزنيدازول هي التهاب الجلد التحسسي والاعتلال العصبي المحيطي. ويذكر أن ما يصل إلى 30٪ من الناس سوف تواجه التهاب الجلد عند بدء العلاج. بنزنيدازول قد يسبب حساسية للضوء من الجلد، مما يؤدي إلى الطفح الجلدي. وعادة ما تظهر الطفح الجلدي خلال الأسبوعين الأولين من العلاج وحلها مع مرور الوقت. في حالات نادرة، يمكن أن يؤدي فرط الحساسية للجلد إلى تقشر الطفح الجلدي، والحمى. قد يحدث الاعتلال العصبي المحيطي في وقت لاحق في دورة العلاج ويعتمد على الجرعة. انها ليست دائمة، ولكن يستغرق وقتا لحلها.
وتشمل ردود الفعل السلبية الأخرى فقدان الشهية، وفقدان الوزن، والغثيان، والتقيؤ، والأرق، وديسغيسيا، وتثبيط نخاع العظام.  أعراض الجهاز الهضمي عادة ما تحدث خلال المراحل الأولى من العلاج، ويحل مع مرور الوقت. تم ربط تثبيط نخاع العظم بالتعرض للجرعة التراكمية.

## الاستخدامات الطبية
بنزنيدازول له نشاط كبير خلال المرحلة الحادة من مرض شاغاس، مع نسبة نجاح تصل إلى 80٪. غير أن قدراتها العلاجية خلال المرحلة المزمنة محدودة. وقد وجدت بعض الدراسات علاج الطفيلية (القضاء التام على المثقبية الكروزيه  من الجسم) في الأطفال خلال المرحلة المبكرة من المرحلة المزمنة، ولكن معدل الفشل الكلي في الأشخاص المصابين بالعدوى المزمن هو عادة أكثر من 80٪.
وقد أثبتت بنزنيدازول أن تكون فعالة في علاج العدوى المثقبية الكروزيه  تنشيطها الناجمة عن كبت المناعة، كما هو الحال في الأشخاص الذين يعانون من الإيدز أو في أولئك الذين يعانون من العلاج المثبطة للمناعة المتعلقة زرع الأعضاء.

## الأطفال
بنزنيدازول يمكن استخدامها في الأطفال، مع نفس 5-7 ملغ / كغ يوميا نظام الجرعات على أساس الوزن الذي يستخدم لعلاج الالتهابات الكبار.  وقد وجد أن الأطفال في خطر أقل من الأحداث السلبية مقارنة مع البالغين، ربما بسبب زيادة إزالة الكبد من الدواء. تم العثور على الآثار السلبية الأكثر انتشارا في الأطفال في الجهاز الهضمي، الأمراض الجلدية، والعصبية في الطبيعة. ومع ذلك، فإن حدوث الأحداث السلبية الجلدية والتناسلية العصبية هو أقل في السكان الأطفال مقارنة مع البالغين. تمت الموافقة على استخدامه لتشاغاس في الأطفال   من قبل اداره الأغذية والعقاقير في الولايات المتحدة في عام 2017

## النساء الحوامل
وقد أظهرت الدراسات في الحيوانات أن بنزنيدازول يمكن عبور المشيمة. نظرا لإمكانية حدوث تشوهات خلقيه، لا ينصح باستخدام البنزنيدازول في الحمل.
.

## الممنوعات
بنزنيدازول لا ينبغي أن تستخدم في الأشخاص الذين يعانون من أمراض شديدة في الكبد و / أو الكلى.  يجب على النساء الحوامل عدم استخدام بنزنيدازول لأنه يمكن عبور المشيمة وتسبب تشوهات خلقيه.

## أوقات تناوله
عن طريق الفم بنزنيدازول التوافر البيولوجي من 92٪، مع وقت تركيز الذروة من 3-4 ساعات بعد تناوله. و 5٪ من الدواء الأم يفرز دون تغيير في البول، مما يعني أن إزالة البنزنيدازول هو أساسا من خلال العمليات الأيضية للكبد. نصف عمره النهائي هو 10.5-13.6 ساعة. 